# Ian Wright
Ian Edward Wright (MBE) (født 3. november 1963 i Woolwich, England) er en tidligere engelsk fodboldspiller og nuværende træner, der spillede for en lang række britiske klubber og var i en uge på prøve i det tidligere KB i Danmark, herunder syv år i Arsenal F.C. Han spillede desuden for det engelske landshold.
Wright er i dag ekspertkommentator på engelsk tv. Han er stedfar til Queens Park Rangers-spilleren Shaun Wright-Phillips.

## Klubkarriere

### Crystal Palace
Wright startede sin seniorkarriere i 1984 i den lille klub Greenwich Borough, men blev allerede året efter tilknyttet den traditionsrige London-klub Crystal Palace F.C. Her blev Wright i løbet af de følgende seks sæsoner en legende, og den mest scorende spiler for klubben siden 2. verdenskrig. Han var blandt andet med til at føre klubben frem til finalen i FA Cuppen i 1990, der dog blev tabt til Manchester United. 
Wrights præstationer hos Crystal Palace tiltrak opmærksomheden fra lokalrivalerne Arsenal F.C., der i september 1991 købte ham for en pris på 2,5 millioner britiske pund, hvilket på daværende tidspunkt var transferrekord for klubben.

### Arsenal F.C.
Wright debuterede for Arsenal i et Liga Cup-opgør mod Leicester City, og scorede efterfølgende hattrick i sin Premier League-debut mod Southampton F.C. Han sluttede den pågældende sæson som ligaens topscorer.
Wright blev topscorer for Arsenal intet mindre end seks sæsoner i træk, og spillede en stor rolle i klubbens succes i midt-90'erne, hvor holdet sikrede sig såvel FA Cuppen som Liga Cuppen i 1993, samt Pokalvindernes Europa Cup i 1994. I sidstnævnte var Wright karantæneramt i finalesejren over italienske Parma FC.
Efter at franskmanden Arsène Wenger i 1996 tog over som manager i Arsenal, fortsatte Wright sin karriere i klubben, og var med til at sikre holdet The Double, Premier League og FA Cup i 1998. Sæsonen skulle blive den sidste i Arsenal for Wright, der nåede at spille 221 kampe og score 128 mål for klubben. Dette gør ham (pr. februar 2009) til holdets næstmest scorende spiller gennem tiden, kun overgået af Thierry Henry fra Frankrig.

### Efter Arsenal
I juli 1998 solgte Arsenal Wright til West Ham United for 500.000 britiske pund, men hans 15 måneder i klubben var ikke præget af succes. Wright blev en kort periode udlejet til Nottingham Forest, inden han i 1999 blev solgt til den skotske ligaklub Celtic F.C. Også her var han dog kun tilknyttet en enkelt sæson, inden han i år 2000 sluttede sin aktive karriere med et ophold hos Burnley F.C.

## Landshold
Wright nåede over en periode fra 1991 til 1998 at spille 33 landskampe for England, som han debuterede for i en kamp mod Cameroun. Han repræsenterede dog aldrig landet ved en slutrunde.

## Titler
Premier League
- 1998 med Arsenal F.C.

FA Cup
- 1993 og 1998 med Arsenal F.C.

Liga Cup
- 1993 med Arsenal F.C.

Pokalvindernes Europa Cup
- 1994 med Arsenal F.C.